# Джастін Ткаченко
Джастін Уейн Ткаченко (англ. Justin Wayne Tkatchenko; нар. 2 червня 1972, Австралія) — новогвінейський політик українського походження. Член парламенту (з 2012), екс-міністр закордонних справ і міністр спорту Папуа-Нової Гвінеї (з 2022 по 2023 роки).

## Біографічні відомості
Народився в Австралії в сім'ї українських іммігрантів. Закінчив одинадцятирічну школу (англ. Banyule High School) в передмісті Мельбурна Гайделбергу (1985) і коледж Homesglen College of TAFE в Мельбурні (1989). Згодом переїхав у Папуа-Нову Гвінею, де відзначився в різних галузях: займався бізнесом, очолював місцеву федерацію регбі, вирощував орхідеї. Він заклав в столиці країни, Порт-Морсбі, парк «Сад орхідей». Став відомим як ведучий популярного телешоу «Щасливий садівник».

## Політична кар'єра
Політична кар'єра Джастіна Ткаченка розпочалася на загальних виборах 2012 року, коли бізнесмен і телеведучий був обраний депутатом 9-го Національного парламенту Папуа-Нової Гвінеї в Національному столичному окрузі від Соціал-демократичної партії.
У серпні того ж року Джастін Ткаченко перейшов у правлячу партію Народний національний конгрес. Лідер партії, тодішній прем'єр-міністр Пітер О'Ніл, запросив парламентського новачка в свою команду та призначив міністром спорту і тихоокеанських ігор.
11 січня 2016 Джастіна Ткаченка призначили міністром спорту і туризму, 8 квітня 2016 — міністром спорту та АТЕС. Був міністром з питань земель, територіального планування та АТЕС-2018 в уряді О'Нілла-Абеля з серпня 2017 до травня 2019 року. На цій посаді Ткаченко займався інфраструктурою, розвитком міст і охороною природи. У 2018 році королева Єлизавета II призначила його командором ордена Британської імперії.
Джастіна Ткаченка називали одним з найвірніших соратників О'Ніла, через що він піддавався дуже жорсткій критиці від опозиції.
Переобраний до 10-го Національного парламенту в Національному столичному окрузі на Загальних виборах 2017 року як кандидат від партії Народний національний конгрес. Призначений міністром з питань житлово-комунального господарства в уряді Джеймса Марапе 7 липня 2019 року.
Після парламентських виборів 2022 року Джастін Ткаченко отримав посади міністра закордонних справ і міністра спорту. Після скандалу у 2023 році з TikTok аккаунтом його доньки подав у відставку.

## Родина
Християнин. Має двох дорослих синів — Джейка і Джордана.

## Досягнення
- Садівник року (1992)